# Liste der Naturdenkmäler im Landkreis Haßberge
Die Liste der Naturdenkmäler im Landkreis Haßberge nennt die Naturdenkmäler in den Städten und Gemeinden im Landkreis Haßberge in Bayern.
Im Landkreis Haßberge gab es im Dezember 2022 insgesamt 63 geschützte Naturdenkmäler. Darunter waren 80 Bäume (37 Linden, 18 Eichen, 13 Pappeln, 4 Buchen, 4 Kastanien, 2 Ulmen, 1 Nussbaum, 1 Kiefer) und 18 flächige Naturdenkmäler mit einer Gesamtfläche von etwa 15,5 ha.

## Naturdenkmäler

### Aidhausen
In Aidhausen gab es diese Naturdenkmäler.
| Bild           | Nummer         | Bezeichnung    | Ortsteil                                       | Verordnungsdatum   | Beschreibung |
| -------------- | -------------- | -------------- | ---------------------------------------------- | ------------------ | ------------ |
| weitere Bilder | 0101, ND-05404 | Friedenslinde  | Happertshausen (50° 9′ 56″ N, 10° 28′ 17,1″ O) | 9. September 1971  |              |
| weitere Bilder | 0102, ND-05405 | Kellerkastanie | Aidhausen (50° 9′ 10,9″ N, 10° 26′ 13,6″ O)    | 29. September 1971 |              |

### Bundorf
In Bundorf gab es diese Naturdenkmäler.
| Bild           | Nummer         | Bezeichnung                        | Ortsteil                                       | Verordnungsdatum   | Beschreibung |
| -------------- | -------------- | ---------------------------------- | ---------------------------------------------- | ------------------ | ------------ |
| weitere Bilder | 0301, ND-05406 | Linde am Hühnerrangen/Brunnenlinde | Bundorf (50° 12′ 52,2″ N, 10° 31′ 6,8″ O)      | 29. September 1971 |              |
| weitere Bilder | 0303, ND-05408 | Linde auf dem Gänserasen           | Walchenfeld (50° 10′ 12,6″ N, 10° 33′ 55,4″ O) | 29. September 1971 |              |
| weitere Bilder | 0304, ND-05409 | Rohelinde                          | Neuses (50° 12′ 8,1″ N, 10° 33′ 46,7″ O)       | 29. September 1971 |              |
| weitere Bilder | 0305, ND-05410 | Friedhofslinden                    | Walchenfeld (50° 10′ 6″ N, 10° 33′ 56,9″ O)    | 29. September 1971 | 2 Bäume      |

### Burgpreppach
In Burgpreppach gab es diese Naturdenkmäler.
| Bild           | Nummer         | Bezeichnung            | Ortsteil                                       | Verordnungsdatum   | Beschreibung                      |
| -------------- | -------------- | ---------------------- | ---------------------------------------------- | ------------------ | --------------------------------- |
| weitere Bilder | 0402, ND-05412 | 2 Linden am Baunachweg | Leuzendorf (50° 8′ 29,7″ N, 10° 40′ 56″ O)     | 31. Juli 1963      |                                   |
| weitere Bilder | 0404, ND-05413 | Erlbachröhricht        | Gemeinfeld · (1035356341 )                     | 2. August 1982     | Biotop 5829-0166, Fläche: 3,00 ha |
| weitere Bilder | 0405, ND-05414 | Wollgraswiese          | Fitzendorf · (1035356340 ) ·                   | 27. August 1982    | Biotop 5829-0099, Fläche: 1,89 ha |
| weitere Bilder | 0408, ND-05416 | Linde                  | Ueschersdorf (50° 9′ 18,4″ N, 10° 36′ 32,6″ O) | 29. September 1971 |                                   |

### Ebelsbach
In Ebelsbach gab es dieses Naturdenkmal.
| Bild           | Nummer         | Bezeichnung | Ortsteil                  | Verordnungsdatum  | Beschreibung                       |
| -------------- | -------------- | ----------- | ------------------------- | ----------------- | ---------------------------------- |
| weitere Bilder | 0502, ND-05417 | Quellmoor   | Schönbrunn · (631326633 ) | 20. November 1938 | Biotop 6030-0088, Fläche: 0,367 ha |

### Ebern
In Ebern gab es diese Naturdenkmäler.
| Bild           | Nummer         | Bezeichnung                 | Ortsteil                                     | Verordnungsdatum | Beschreibung |
| -------------- | -------------- | --------------------------- | -------------------------------------------- | ---------------- | ------------ |
| weitere Bilder | 0601, ND-05418 | Keller-Eiche                | Eyrichshof (50° 6′ 36,2″ N, 10° 47′ 12,9″ O) | 31. Juli 1963    |              |
| weitere Bilder | 0603, ND-05419 | 2 Eichen bei Ruine Rotenhan | Eyrichshof (50° 6′ 51,5″ N, 10° 47′ 31,4″ O) | 31. Juli 1963    |              |

### Eltmann
In Eltmann gab es diese Naturdenkmäler.
| Bild           | Nummer         | Bezeichnung  | Ortsteil                                 | Verordnungsdatum | Beschreibung                       |
| -------------- | -------------- | ------------ | ---------------------------------------- | ---------------- | ---------------------------------- |
| weitere Bilder | 0702, ND-05421 | Kirchenlinde | Limbach (49° 59′ 9,6″ N, 10° 37′ 2,8″ O) | 31. Oktober 1935 |                                    |
| weitere Bilder | 0703, ND-05472 | Spitzberg    | Limbach · (1033571589 )                  | 31. Oktober 1935 | Biotop 6029-1063, Fläche: 0,315 ha |

### Haßfurt
In Haßfurt gab es diese Naturdenkmäler.
| Bild           | Nummer         | Bezeichnung                              | Ortsteil                                         | Verordnungsdatum  | Beschreibung                      |
| -------------- | -------------- | ---------------------------------------- | ------------------------------------------------ | ----------------- | --------------------------------- |
| weitere Bilder | 0902, ND-05424 | Mönchgrube                               | Haßfurt · (13857750 )                            | 31. Oktober 1935  | Biotop 5928-1046, Fläche: 0,15 ha |
| weitere Bilder | 0904, ND-05426 | Winterlinde am Vierzehnheiligenbildstock | Prappach (50° 2′ 54,8″ N, 10° 34′ 23,3″ O)       | 13. Januar 1938   |                                   |
| weitere Bilder | 0905, ND-05427 | Erlenbruch                               | Unterhohenried · (1033550654 )                   | 11. Oktober 1940  | Biotop 5928-0157, Fläche: 0,05 ha |
| weitere Bilder | 0906, ND-05428 | Diebsbrunn - Waldschlucht                | Sailershausen · (1033550653 )                    | 20. November 1938 | Fläche: 1,2 ha                    |
| weitere Bilder | 0907, ND-05429 | Nußbaum                                  | Klein-Augsfeld (50° 1′ 53,6″ N, 10° 33′ 14,4″ O) | 13. Juli 1983     |                                   |
| weitere Bilder | 0908, ND-05430 | Baumgruppe am Bildstock                  | Prappach (50° 2′ 44,5″ N, 10° 33′ 15,8″ O)       | 23. Mai 1938      | 2 Rosskastanien                   |

### Hofheim in Unterfranken
In Hofheim in Unterfranken gab es diese Naturdenkmäler.
| Bild           | Nummer         | Bezeichnung                        | Ortsteil                                        | Verordnungsdatum   | Beschreibung                       |
| -------------- | -------------- | ---------------------------------- | ----------------------------------------------- | ------------------ | ---------------------------------- |
| weitere Bilder | 1001, ND-05431 | Eiche an der Ueschersdorfer Straße | Goßmannsdorf (50° 8′ 23,6″ N, 10° 35′ 33,2″ O)  | 29. September 1971 |                                    |
| weitere Bilder | 1004, ND-05434 | Dorflinde                          | Goßmannsdorf (50° 8′ 3,8″ N, 10° 33′ 42,3″ O)   | 29. September 1971 |                                    |
| weitere Bilder | 1005, ND-05435 | Eiche auf dem Streifberg           | Ostheim (50° 7′ 8,9″ N, 10° 32′ 50,3″ O)        | 29. September 1971 |                                    |
| weitere Bilder | 1006, ND-05436 | Die große Linde                    | Ostheim (50° 7′ 8,2″ N, 10° 32′ 46,5″ O)        | 29. September 1971 |                                    |
| weitere Bilder | 1008, ND-05438 | Große Quelle                       | Hofheim (50° 8′ 42,7″ N, 10° 31′ 27,1″ O)       | 29. September 1971 | Biotop 5829-0005, Fläche: 0,262 ha |
| weitere Bilder | 1009, ND-05439 | Jägerbuche                         | Goßmannsdorf (50° 8′ 21,5″ N, 10° 34′ 47,8″ O)  | 29. September 1971 |                                    |
| weitere Bilder | 1010, ND-05440 | Ostheimer Himmelsweiher            | Ostheim · (1035356339 )                         | 22. August 1982    | Biotop 5829-1049, Fläche: 1,703 ha |
| weitere Bilder | 1011, ND-05441 | Kellerlinden                       | Lendershausen (50° 7′ 55,2″ N, 10° 30′ 16,4″ O) | 29. September 1971 | 6 Bäume                            |
| weitere Bilder | 1013, ND-05442 | Dicke Eiche                        | Reckertshausen (50° 10′ 12″ N, 10° 30′ 46,5″ O) | 13. Dezember 1984  |                                    |
| weitere Bilder | 1015, ND-05444 | Alte Eiche                         | Goßmannsdorf (50° 8′ 13,2″ N, 10° 35′ 4,9″ O)   | 28. Februar 1984   |                                    |

### Kirchlauter
In Kirchlauter gab es dieses Naturdenkmal.
| Bild           | Nummer         | Bezeichnung                    | Ortsteil                                    | Verordnungsdatum | Beschreibung |
| -------------- | -------------- | ------------------------------ | ------------------------------------------- | ---------------- | ------------ |
| weitere Bilder | 1101, ND-05445 | Linde oberhalb des Winterhofes | Kirchlauter (50° 2′ 3,1″ N, 10° 43′ 4,8″ O) | 31. Juli 1963    |              |

### Knetzgau
In Knetzgau gab es diese Naturdenkmäler.
| Bild           | Nummer         | Bezeichnung              | Ortsteil                 | Verordnungsdatum  | Beschreibung                        |
| -------------- | -------------- | ------------------------ | ------------------------ | ----------------- | ----------------------------------- |
| weitere Bilder | 1204, ND-05448 | Quelliger Erlenbruchwald | Wohnau · (1035356687 )   | 13. Dezember 1941 | Biotop 6028-0011, Fläche: 1,2451 ha |
| weitere Bilder | 1205, ND-05449 | Gebrünnsee               | Westheim · (1035356337 ) | 3. Juni 1939      | Biotop 6028-0013, Fläche: 0,127 ha  |

### Königsberg in Bayern
In Königsberg in Bayern gab es diese Naturdenkmäler.
| Bild           | Nummer         | Bezeichnung                | Ortsteil                                          | Verordnungsdatum   | Beschreibung               |
| -------------- | -------------- | -------------------------- | ------------------------------------------------- | ------------------ | -------------------------- |
| weitere Bilder | 1301, ND-05450 | Linde in Bühl              | Hofstetten-Bühl (50° 4′ 35,2″ N, 10° 39′ 38,4″ O) | 12. März 1940      |                            |
| weitere Bilder | 1302, ND-05451 | Huteichen/Ruheichen        | Holzhausen (50° 4′ 46,9″ N, 10° 28′ 26,7″ O)      | 18. Januar 1938    | 2 Bäume                    |
| weitere Bilder | 1304, ND-05452 | Geschwistereichen          | Königsberg (50° 5′ 19″ N, 10° 35′ 29,7″ O)        | 2. August 1982     | 4 Bäume                    |
| weitere Bilder | 1307, ND-05453 | Linden vor der Kirche      | Altershausen (50° 3′ 33,1″ N, 10° 35′ 41,4″ O)    | 29. September 1971 | 1 Baum                     |
| weitere Bilder | 1308, ND-06871 | Zwillingsbuchen bei Köslau | Köslau (50° 3′ 4,1″ N, 10° 40′ 29,5″ O)           | 16. August 2010    | 2 Bäume; Fläche: 0,0475 ha |

### Maroldsweisach
In Maroldsweisach gab es diese Naturdenkmäler.
| Bild           | Nummer         | Bezeichnung                   | Ortsteil                                       | Verordnungsdatum   | Beschreibung     |
| -------------- | -------------- | ----------------------------- | ---------------------------------------------- | ------------------ | ---------------- |
| weitere Bilder | 1401, ND-05454 | Friedenslinde                 | Ditterswind (50° 10′ 25,5″ N, 10° 37′ 51,5″ O) | 29. September 1971 |                  |
| weitere Bilder | 1403, ND-05456 | Linde vor der Kapelle         | Pfaffendorf (50° 10′ 14,2″ N, 10° 43′ 5,3″ O)  | 12. März 1969      |                  |
| weitere Bilder | 1405, ND-05457 | Sternschußanlage Bäckerrangen | Birkenfeld · (1033472149 )                     | 29. September 1971 | Fläche: 2,422 ha |

### Oberaurach
In Oberaurach gab es diese Naturdenkmäler.
| Bild           | Nummer         | Bezeichnung             | Ortsteil                                          | Verordnungsdatum | Beschreibung      |
| -------------- | -------------- | ----------------------- | ------------------------------------------------- | ---------------- | ----------------- |
| weitere Bilder | 1503, ND-05460 | Feuchtwiese am Sauknock | Neuschleichach (49° 56′ 22,8″ N, 10° 34′ 31,3″ O) | 23. August 1983  | Fläche: 0,3308 ha |

### Pfarrweisach
In Pfarrweisach gab es diese Naturdenkmäler.
| Bild           | Nummer         | Bezeichnung   | Ortsteil                                     | Verordnungsdatum | Beschreibung                      |
| -------------- | -------------- | ------------- | -------------------------------------------- | ---------------- | --------------------------------- |
| weitere Bilder | 1602, ND-05461 | Himmelsweiher | Lichtenstein (50° 8′ 32,1″ N, 10° 47′ 10″ O) | 5. März 1984     | Biotop 5830-0078, Fläche: 0,07 ha |

### Rauhenebrach
In Rauhenebrach gab es diese Naturdenkmäler.
| Bild           | Nummer         | Bezeichnung                    | Ortsteil                                             | Verordnungsdatum | Beschreibung |
| -------------- | -------------- | ------------------------------ | ---------------------------------------------------- | ---------------- | ------------ |
| weitere Bilder | 1702, ND-05463 | Kilians-Eiche                  | Falsbrunn (49° 52′ 33,8″ N, 10° 35′ 34,4″ O)         | 31. Oktober 1935 |              |
| weitere Bilder | 1703, ND-05462 | Dorfweiher mit Linde und Weide | Fabrikschleichach (49° 55′ 25,5″ N, 10° 33′ 19,8″ O) | 31. Oktober 1935 |              |
| weitere Bilder | 1705, ND-05464 | Kellerlinden                   | Karbach (49° 54′ 13,4″ N, 10° 33′ 35,9″ O)           | 18. Januar 1938  | 8 Bäume      |
| weitere Bilder | 1706, ND-05465 | Kellereiche                    | Untersteinbach (49° 53′ 23,2″ N, 10° 33′ 2,1″ O)     | 10. Juli 1989    |              |

### Rentweinsdorf
In Rentweinsdorf gab es dieses Naturdenkmal.
| Bild           | Nummer         | Bezeichnung | Ortsteil                                                       | Verordnungsdatum | Beschreibung |
| -------------- | -------------- | ----------- | -------------------------------------------------------------- | ---------------- | ------------ |
| weitere Bilder | 1801, ND-05466 | Linde       | Treinfeld, Ortsteil Hebendorf (50° 4′ 8,9″ N, 10° 49′ 45,9″ O) | 12. März 1969    |              |

### Riedbach
In Riedbach gab es diese Naturdenkmäler.
| Bild           | Nummer         | Bezeichnung                      | Ortsteil                                           | Verordnungsdatum | Beschreibung                                 |
| -------------- | -------------- | -------------------------------- | -------------------------------------------------- | ---------------- | -------------------------------------------- |
| weitere Bilder | 1901, ND-05467 | Große Eiche                      | Kreuzthal (50° 5′ 57,4″ N, 10° 24′ 14,3″ O)        | 18. Januar 1938  | im BayernAtlas zu weit östlich eingezeichnet |
| weitere Bilder | 1902, ND-05468 | Traubeneiche (Dr. Stadler Eiche) | Humprechtshausen (50° 6′ 47,4″ N, 10° 24′ 56,9″ O) | 17. März 1939    |                                              |
| weitere Bilder | 1903, ND-05469 | Hohe Kiefer                      | Humprechtshausen (50° 6′ 1,6″ N, 10° 23′ 38,8″ O)  | 20. Mai 1938     |                                              |
| weitere Bilder | 1904, ND-05470 | Dohlenbuche                      | Humprechtshausen (50° 5′ 35,9″ N, 10° 23′ 55,2″ O) | 5. Dezember 1937 |                                              |

### Sand am Main
In Sand am Main gab es dieses Naturdenkmal.
| Bild           | Nummer         | Bezeichnung      | Ortsteil                                | Verordnungsdatum | Beschreibung |
| -------------- | -------------- | ---------------- | --------------------------------------- | ---------------- | ------------ |
| weitere Bilder | 2001, ND-05472 | Linden mit Kreuz | Sand (49° 59′ 16,7″ N, 10° 34′ 41,8″ O) | 27. März 1939    | 2 Bäume      |

### Theres
In Theres gab es diese Naturdenkmäler.
| Bild           | Nummer         | Bezeichnung                    | Ortsteil                                                   | Verordnungsdatum  | Beschreibung                           |
| -------------- | -------------- | ------------------------------ | ---------------------------------------------------------- | ----------------- | -------------------------------------- |
| weitere Bilder | 2201, ND-05473 | Linden mit Bildstock           | Horhausen (50° 0′ 35,2″ N, 10° 25′ 44,1″ O)                | 13. Januar 1938   | 2 Bäume                                |
| weitere Bilder | 2202, ND-05474 | Wilder See                     | Untertheres (50° 0′ 32,4″ N, 10° 24′ 1,6″ O)               | 22. Dezember 1938 | Biotop 5928-0169, Fläche: 0,9 ha       |
| weitere Bilder | 2203, ND-05475 | Ulmen an der Kreuzigungsgruppe | Untertheres (50° 0′ 57,5″ N, 10° 24′ 26,1″ O)              | 13. Januar 1938   | 2 Bäume                                |
| weitere Bilder | 2205, ND-05477 | Muckenbäume                    | Obertheres · (50° 0′ 54,1″ N, 10° 26′ 55″ O) · (15059259 ) | 31. Oktober 1935  | 13 von ursprünglich 18 Schwarz-Pappeln |

### Untermerzbach
In Untermerzbach gab es dieses Naturdenkmal.
| Bild           | Nummer         | Bezeichnung | Ortsteil                                        | Verordnungsdatum | Beschreibung |
| -------------- | -------------- | ----------- | ----------------------------------------------- | ---------------- | ------------ |
| weitere Bilder | 2301, ND-05478 | Hunneneiche | Untermerzbach (50° 7′ 23,2″ N, 10° 51′ 12,3″ O) | 31. Juli 1963    |              |

### Wonfurt
In Wonfurt gab es diese Naturdenkmäler.
| Bild           | Nummer         | Bezeichnung             | Ortsteil                                 | Verordnungsdatum | Beschreibung                       |
| -------------- | -------------- | ----------------------- | ---------------------------------------- | ---------------- | ---------------------------------- |
| weitere Bilder | 2401, ND-05480 | Rote Quelle/Eisenquelle | Wonfurt (50° 1′ 24,6″ N, 10° 28′ 39″ O)  | 31. Oktober 1935 | Fläche: 0,188 ha                   |
| weitere Bilder | 2403, ND-05479 | Dorfweiher mit Gehölz   | Steinsfeld · (1035356335 )               | 31. Oktober 1935 | Biotop 6028-0006, Fläche: 0,25 ha  |
| weitere Bilder | 2404, ND-05482 | Mühlholz                | Steinsfeld · (1035356336 )               | 23. August 1940  | Biotop 6028-0009, Fläche: 1,075 ha |
| weitere Bilder | 2405, ND-05483 | Baumgruppe am Feldkreuz | Wonfurt (50° 1′ 2,7″ N, 10° 28′ 35,6″ O) | 31. Januar 1938  | 1 Kastanie                         |

## Ehemalige Naturdenkmäler
| Bild                 | Nummer         | Bezeichnung                        | Ort                     | Ortsteil                                         | Verordnungsdatum   | Beschreibung                                                           |
| -------------------- | -------------- | ---------------------------------- | ----------------------- | ------------------------------------------------ | ------------------ | ---------------------------------------------------------------------- |
|                      | 0302, ND-05407 | Dorfeiche                          | Bundorf                 | Kimmelsbach (50° 12′ 12,1″ N, 10° 31′ 4″ O)      | 29. September 1971 | 2015 gelöscht                                                          |
|                      | 0306           | Rosablühende Akazie                | Bundorf                 | Stöckach                                         | 19. November 1984  | gelöscht                                                               |
|                      | 0307           | Eichengruppe                       | Bundorf                 | Kimmelsbach                                      | 13. März 1984      | vor 2013 gelöscht                                                      |
|                      | 0401           | Linde am Gemeindehaus              | Burgpreppach            | Birkach                                          | 29. September 1971 | Sturmschaden                                                           |
|                      | 0403           | Eichelhof-Kastanie                 | Burgpreppach            | Ibind (50° 7′ 58,4″ N, 10° 38′ 9,6″ O)           | 29. September 1971 | 2008 bei einem Sturm zerstört                                          |
|                      | 0407           | Dorflinde                          | Burgpreppach            | Gemeinfeld                                       | 29. September 1971 | 1997 gefällt                                                           |
|                      | 0602           | Eiche an der Mariannequelle        | Ebern                   | Eyrichshof (50° 6′ 32,3″ N, 10° 46′ 39″ O)       | 31. Juli 1963      | um 2014 aufgrund des schlechten Zustands zusammengebrochen             |
|                      | 0604, ND-05420 | Winterlinde                        | Ebern                   | Unterpreppach (50° 5′ 45,8″ N, 10° 45′ 38,3″ O)  | 31. Juli 1963      | vor 2013 gelöscht                                                      |
| weitere Bilder       | 0701           | Linde                              | Eltmann                 | Lembach (49° 55′ 38,4″ N, 10° 42′ 21,2″ O)       | 31. Oktober 1935   | 2006 bei einem Gewitter zerstört                                       |
|                      | 0801           | Dorflinden/Türkenlinde             | Gädheim                 | Ottendorf (50° 1′ 10,6″ N, 10° 22′ 22,5″ O)      | 31. Oktober 1935   | 2006 gelöscht                                                          |
|                      | 0802           | Baumgruppe mit Bildstock           | Gädheim                 | Greßhausen (50° 2′ 12″ N, 10° 23′ 3,6″ O)        | 27. April 1939     | 2006 gelöscht                                                          |
| weitere Bilder       | 0901, ND-05423 | Elfensee                           | Haßfurt                 | Haßfurt (50° 0′ 52,3″ N, 10° 32′ 35,7″ O)        | 28. Februar 1940   | Biotop 5929-1038; Teil des NSG „Mainaue bei Augsfeld“, als ND gelöscht |
|                      | 0903           | Große Ulme                         | Haßfurt                 | Mariaburghausen                                  | 1. Juni 1938       | gelöscht                                                               |
|                      | 1002           | Linde auf dem Spielberg            | Hofheim in Unterfranken | Lendershausen                                    | 29. September 1971 | vor 2013 gelöscht, existiert nicht mehr                                |
|                      | 1003           | Kippachlinde                       | Hofheim in Unterfranken | Rügheim                                          | 29. September 1971 | gelöscht                                                               |
|                      | 1007           | Blutbuche unterhalb der Bettenburg | Hofheim in Unterfranken | Manau                                            | 29. September 1971 | gelöscht                                                               |
|                      | 1012           | Kirchenlinden                      | Hofheim in Unterfranken | Rügheim                                          | 29. September 1971 | vor 2013 gelöscht                                                      |
|                      | 1014           | Große Ulme                         | Hofheim in Unterfranken | Hofheim                                          | 28. Februar 1984   | 2001 gefällt                                                           |
|                      | 1201           | Große Feldlinde am Bildstock       | Knetzgau                | Unterschwappach                                  | 20. Mai 1938       | 2014 gelöscht                                                          |
|                      | 1202           | Freistehende Kastanie am Bildstock | Knetzgau                | Westheim                                         | 12. März 1940      | gelöscht                                                               |
| weitere Bilder       | 1203           | Speierlingsbaum                    | Knetzgau                | Zell a. E.                                       | 19. Oktober 1955   | vor 2013 gelöscht, existiert nicht mehr                                |
|                      | 1306           | Anlage an der oberen Schloßsteige  | Königsberg in Bayern    | Königsberg                                       | 11. Januar 1972    | 1992 gelöscht                                                          |
|                      | 1402           | Friedenseiche am Gemeinderangen    | Maroldsweisach          | Eckartshausen                                    | 31. Juli 1963      | 1995 abgestorben                                                       |
|                      | 1501           | Steineiche                         | Oberaurach              | Trossenfurt (49° 55′ 36,8″ N, 10° 39′ 23,4″ O)   | 31. Oktober 1935   | 2007 gefällt                                                           |
|                      | 1502, ND-05458 | Kirchenlinde                       | Oberaurach              | Fatschenbrunn (49° 55′ 13,8″ N, 10° 36′ 1″ O)    | 31. Oktober 1935   | vor 2013 gelöscht                                                      |
|                      | 1601           | Friedhofslinden                    | Pfarrweisach            | Lichtenstein                                     | 31. Juli 1963      | vor 2013 gelöscht                                                      |
| weitere Bilder       | 1701           | Tanzlinde                          | Rauhenebrach            | Untersteinbach (49° 53′ 19,6″ N, 10° 33′ 3,9″ O) | 31. Oktober 1935   | „Luitpoldlinde“; vor 2013 gelöscht                                     |
|                      | 1704           | Lindengruppe                       | Rauhenebrach            | Wustviel                                         | 28. Oktober 1940   | vor 2013 gelöscht                                                      |
|                      | 1905           | Wacholderfichte                    | Riedbach                | Humprechtshausen                                 | 18. Januar 1938    | 1997 bei einem Gewitter zerstört                                       |
|                      | 1906           | Kirchenlinde                       | Riedbach                | Kleinsteinach                                    | 30. November 1938  | 2014 gefällt                                                           |
| Linden mit Bildstock | 2204           | Alte Platanen im Schlosspark       | Theres                  | Obertheres (50° 1′ 6,6″ N, 10° 26′ 58,8″ O)      | 31. Oktober 1935   | gelöscht                                                               |
|                      | 2206           | Eiche im Park Schloss Dithfurt     | Theres                  | Obertheres (50° 1′ 6,7″ N, 10° 26′ 58,2″ O)      | 20. Dezember 1938  | vor 2013 gelöscht                                                      |
|                      | 2402           | Linde am Friedhof                  | Wonfurt                 | Wonfurt                                          | 11. Oktober 1940   | gelöscht                                                               |
| weitere Bilder       | 2406           | 4 Platanen                         | Wonfurt                 | Wonfurt (50° 0′ 39,7″ N, 10° 27′ 54,5″ O)        | 27. Mai 1938       | vor 2013 gelöscht                                                      |